# Hikonei várkastély
A hikonei várkastély (japánul: 彦根城, Hikone-dzsó) Japán Siga prefektúrájának egyik jelentős történelmi emléke. 1992 óta a világörökségi javaslati listán szerepel. A turisták számára belépőjegy ellenében látogatható.

## Története
Építése 1604-ben kezdődött Tokugava Iejaszu sógun parancsára, az elpusztított Szavajama-várkastély helyett. Állítólag kezdetben a tóparti hegyre tervezték, végül mégsem ott, hanem a mostani helyén épült fel. Központi tornyos épületrésze (tensu) az ócui várkastély tornyának szétbontásából, majd darabjainak átszállításából és itteni újbóli összerakásából származik, míg egy másik tornya a nagahamai várkastélyból került át hasonló módon. A tensu kevesebb mint két év alatt kész lett, de a többi rész kialakítása csaknem 20 évig tartott, csak 1622-re fejeződött be.
A Meidzsi-kor kezdetén a várkastélyt a pusztulás fenyegette, de amikor Meidzsi császár befejezte 1878-as Hokuriku régióban tett utazását, Hikone városán áthaladva parancsot adott az épület megőrzésére: ennek köszönhető, hogy a régi időkből sok eleme máig fennmaradt.
1996-ban fejeződött be az építés óta számított ötödik nagyobb felújítás: ennek során a tensu 60 000 tetőcserepét (amelyek között 34-féle volt) kicserélték és a fehér falakat is újrafestették. A várkastély környezetét egyúttal különleges jelentőségű történelmi emlékké nyilvánították.

## Leírás
Az épület Japán középső részén, Siga prefektúra területén, a Biva-tó délkeleti partján fekvő Hikone városban található, a tó partjától kevesebb mint 1 km távolságra. A környező sík területből kiemelkedő, több száz méter hosszan elnyúló sziklára épült, amelynek központi részét teljes egészében erődfalak övezik, a tensu (tornyos központi épület) pedig ennek a közepén áll. A sziklát, amin az erőd áll, vizesárok veszi körül, ezen az árkon kívül pedig egy másik vizesárokkal körbevett külső terület található, ahol az egykori felsőbb osztálybeli szamurájok lakóhelyei állnak, és két park is elterül: a raku-raku-en és a genkjú-en. Ezen túl, az egykori dzsókamacsiban („vár alatti város”) a közemberek laktak: ez a rész mára modern épületekkel lett beépítve, de utcahálózata még követi a régi dzsókamacsiét.
Ma mind a belső, mind a külső terület megóvása érdekében történnek intézkedések, a lakónegyedek bizonyos részeit például régi térképek, ábrázolások és régészeti feltárásokon szerzett információk alapján állították vissza. Ezeken a területeken jelenleg múzeumok működnek.
Japánban mindössze 12 olyan várkastély maradt fenn, amelynek a tensuja eredeti, ezek között van a hikonei is. A 12-ből 5-öt, köztük a hikoneit is, nemzeti kinccsé nyilvánítottak.

## Képek

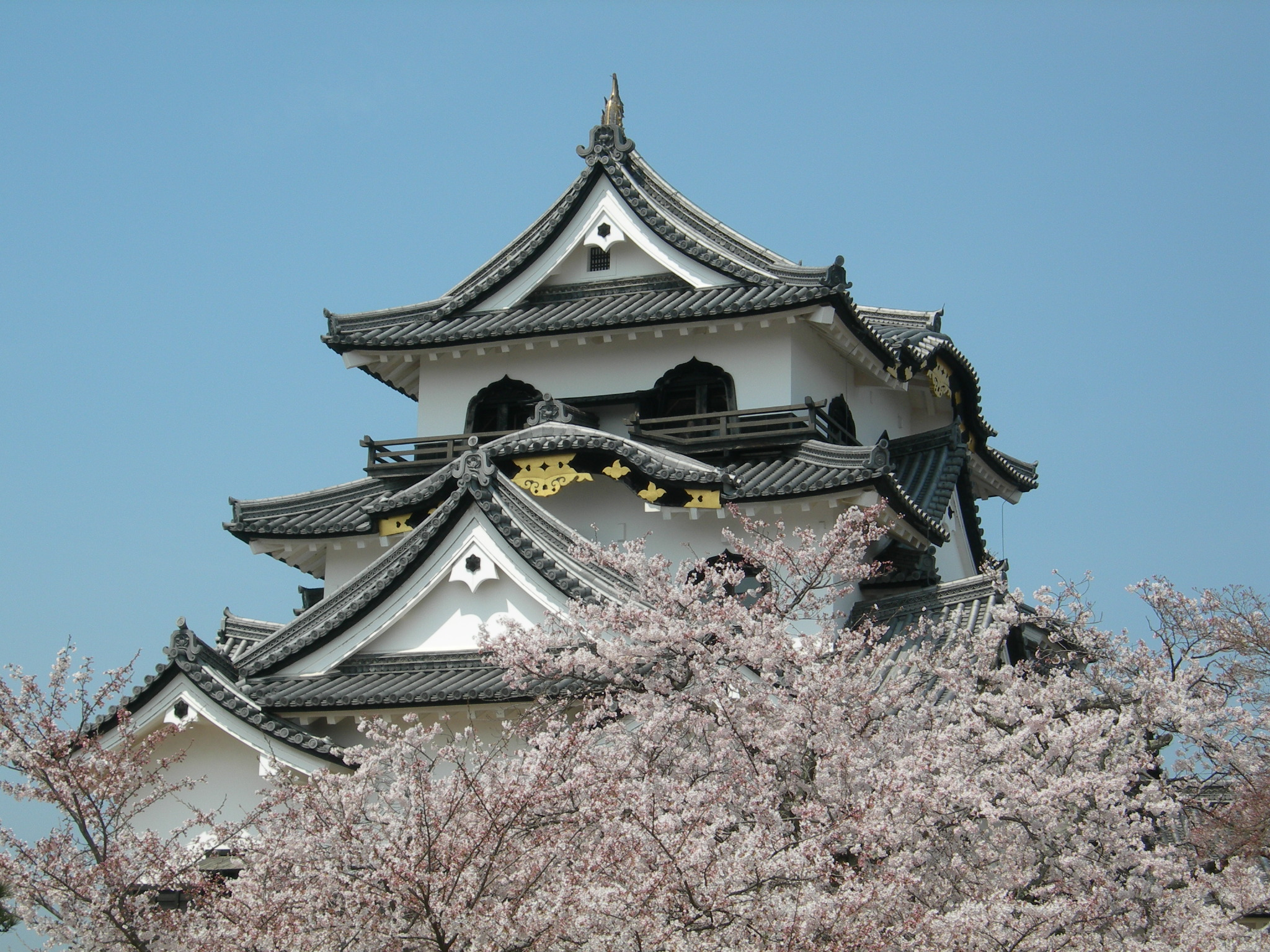
A várkastély cseresznyevirágzáskor
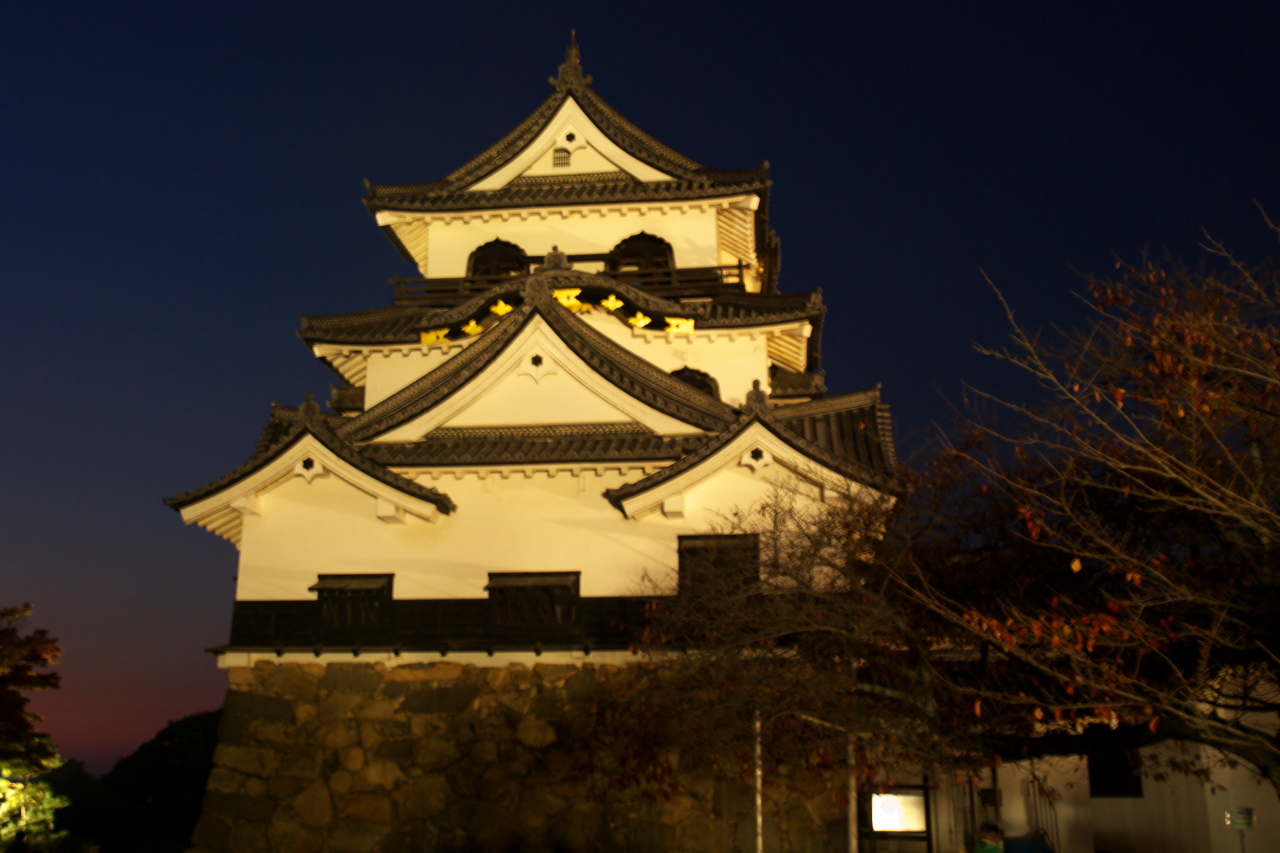
Éjjel, kivilágítva
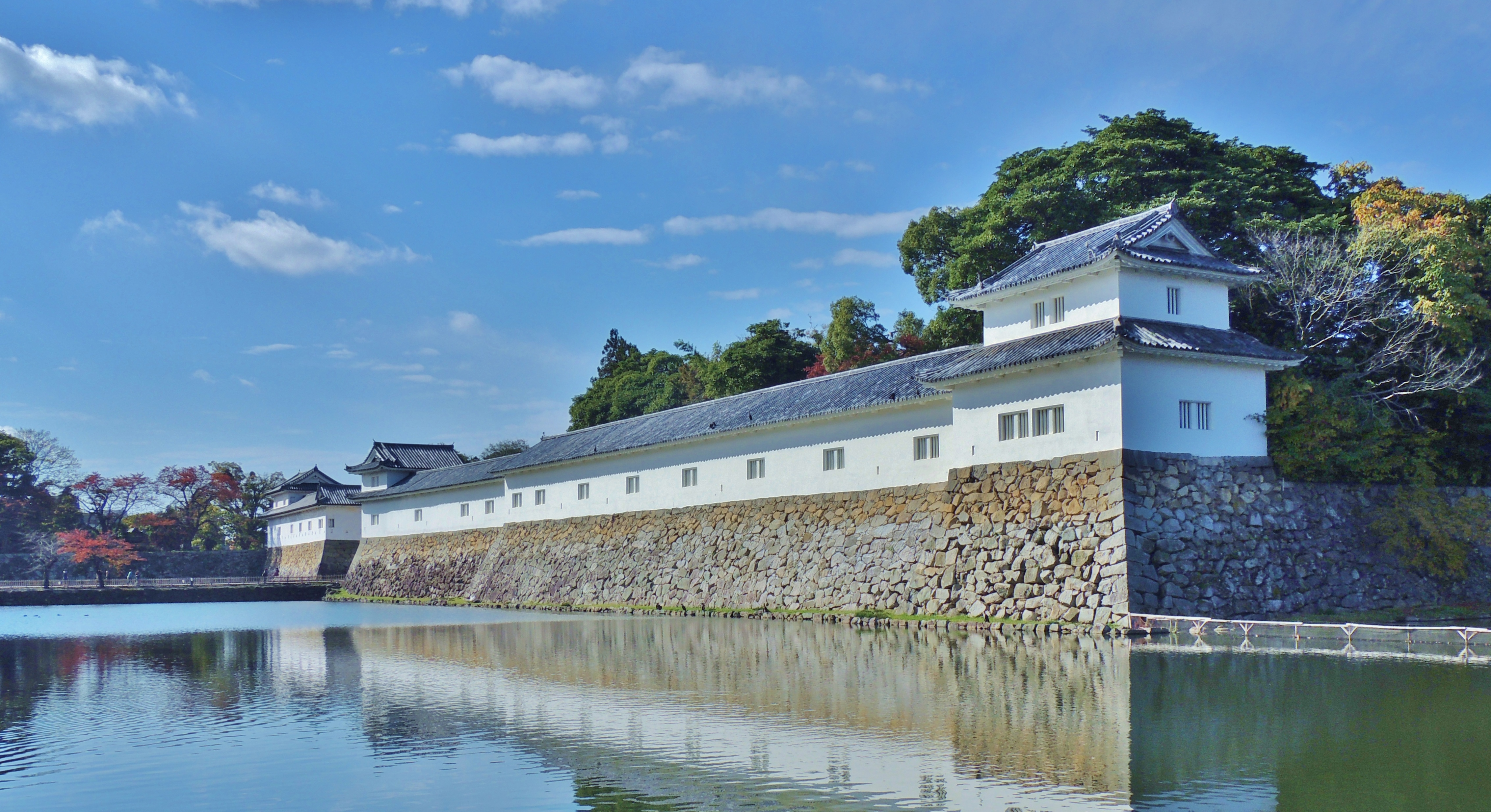
Tóparti fal
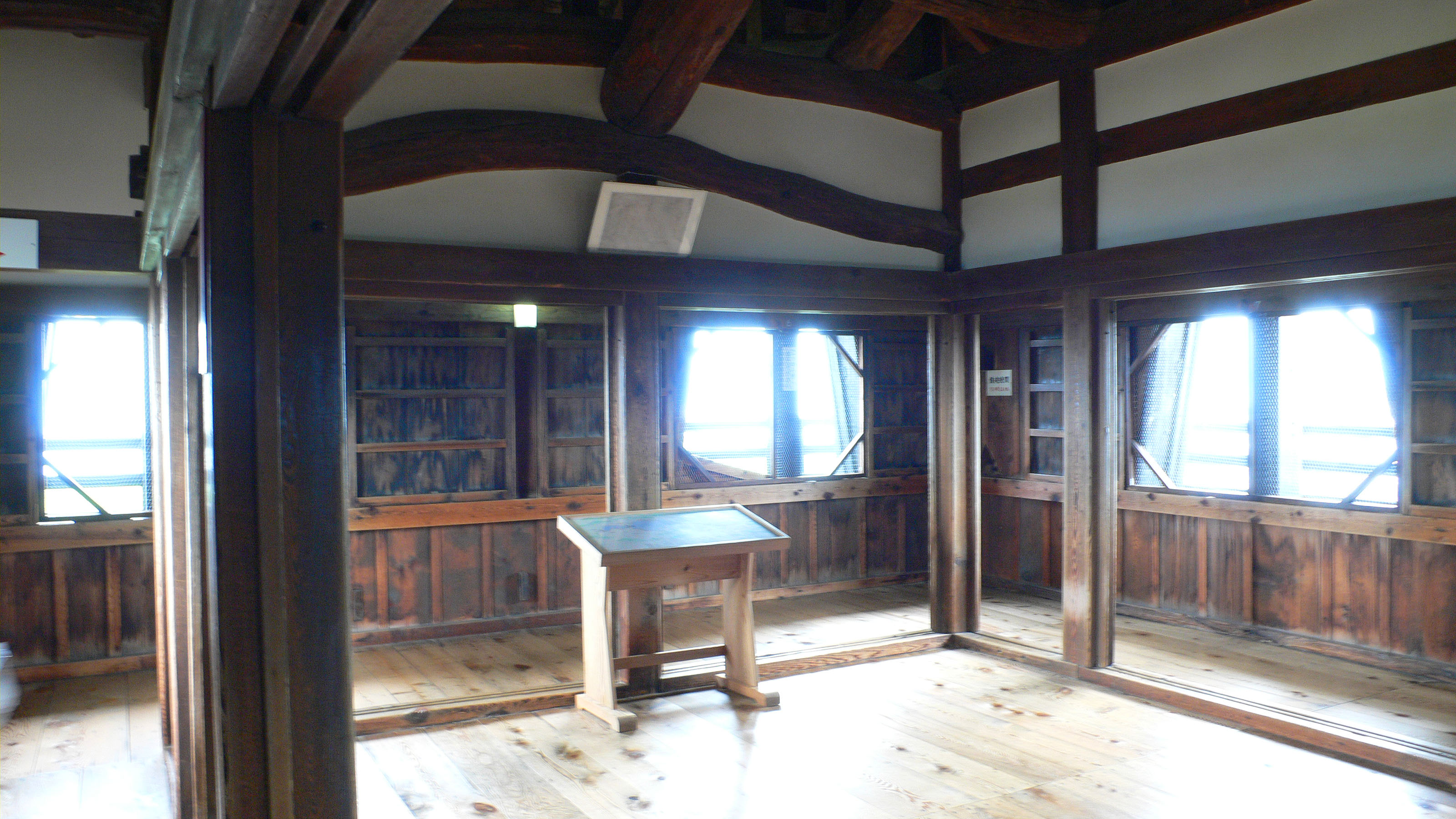
Szoba az épületben
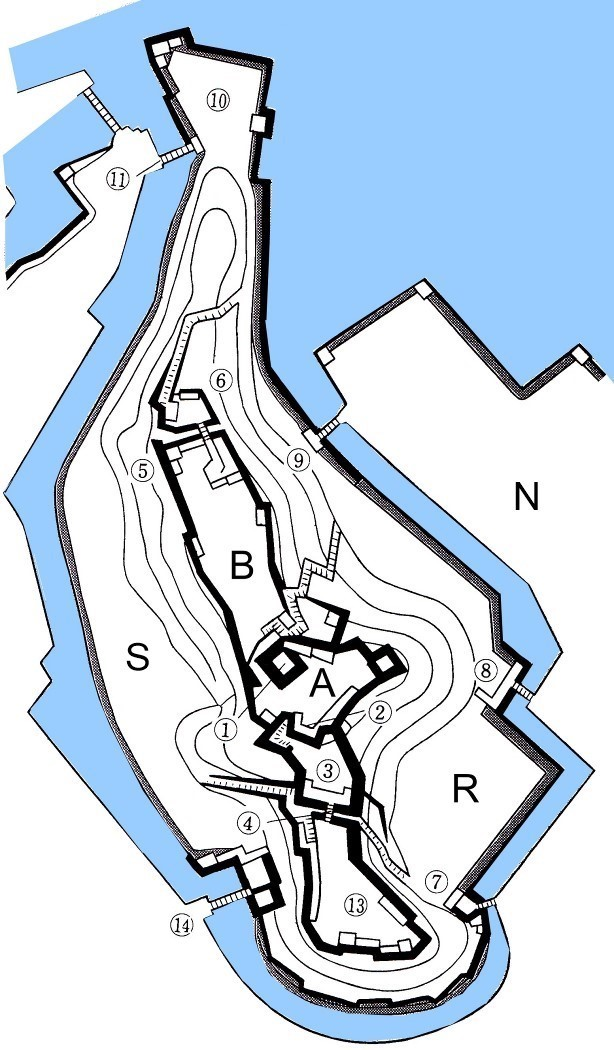
Térkép a várkastélyról és környezetéről